# Камбала по-финкенвердерски

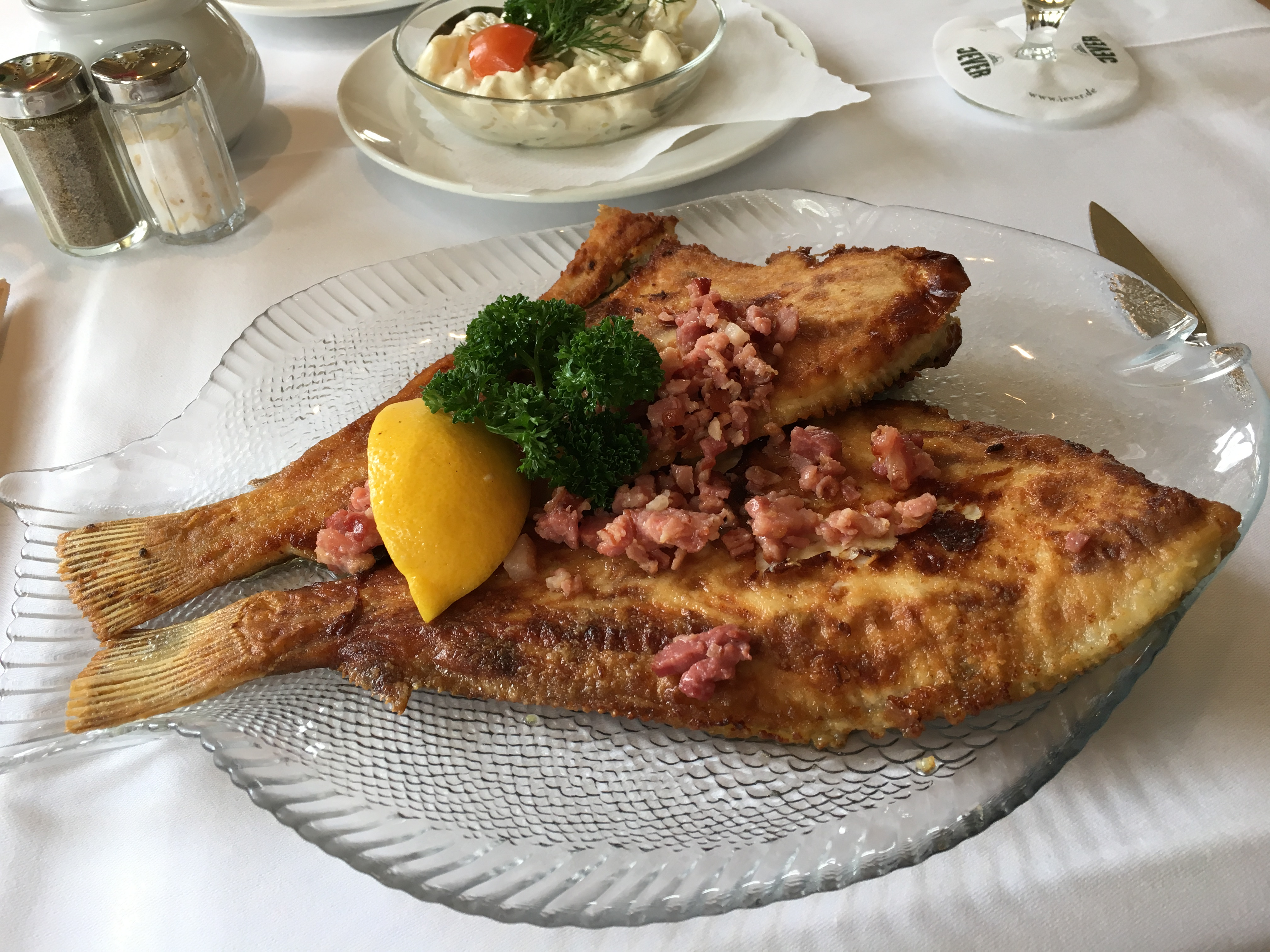
Камбала по-финкенвердерски

Камбала по-финкенвердерски (нем. Scholle Finkenwerder Art) — традиционное рыбное блюдо гамбургской кухни. Финкенвердер — административный район города Гамбурга. Сезон ловли морской камбалы начинается в мае, когда блюдо из камбалы называется «майской».
Согласно классическому рецепту камбалу начиняют подливой, приготовленной с жирным шпиком, репчатым луком и креветками и запекают в духовом шкафу. Также существует рецепт приготовления камбалы по-финкенвердерски в сковороде: рыбу жарят на шпиге без креветок.
Камбалу по-финкенвердерски подают с картофельным салатом или отварным картофелем. Гамбургские гурмэ предпочитают порцию камбалы из двух хрустящих обжаренных рыбок поменьше, чем из одной большой.